# Мархель, Юрий Михайлович
Юрий Михайлович Мархель (бел. Юрый Міхайлавіч Мархель; род. 9 января 1979, Минск) — белорусский футболист, выступавший на позиции нападающего. Футбольный тренер.

## Биография
Начал заниматься футболом в «Трудовых резервах» и академии физвоспитания. В 1977—1999 годах обучался в железнодорожном училище, параллельно выступая в местной команде. В 2000 году старший брат Михаил возглавил клуб первой лиги «Звезда-ВА-БГУ» Минск и пригласил в него Юрия. Зимой 2000/2001 с Михаилом связались из российской «Алании», и в этот клуб перешёл Юрий. Провёл в первых турах чемпионата две игры, после чего выступал за дубль. В следующем сезоне выступал на правах аренды в «Торпедо» Жодино, там же провёл и следующий сезон.
В 2004 году Мархеля, среди прочих белорусских игроков, пригласил в украинский клуб «Металлург» Запорожье Анатолий Юревич, однако после смены тренера он перестал попадать в состав и вернулся в Белоруссию, где выступал в высшей и первой лигах за ФК «Гомель» (2005), «Локомотив» (Минск) / СКВИЧ (2006—2008, 2009—2010, 2011—2012), «Нафтан» Новополоцк (2011), ФК «Городея» (2013), ФК «Сморгонь» (2014), «Звезду-БГУ» (2015). Первую половину сезона-2009 провёл в казахстанском «Кызылжаре», где сыграл 7 матчей, выходя на замену.
Лучший бомбардир первой лиги Белоруссии в сезонах 2010 и 2012.
В октябре 2012, забив 5 мячей в матче СКВИЧ — «Берёза-2010», стал лучшим бомбардиром первой лиги за всю историю.
11 июня 2014 также забил 5 мячей в матче 1/32 Кубка Белоруссии «Ружаны» — «Сморгонь» (0:11).
С осени 2015 — вместе с братом тренер юниорской сборной Белоруссии 2002 года рождения.
В августе 2023 года специалист получил тренерскую лицензию категории PRO. В сентябре 2023 года возглавил юношескую сборную Белоруссии до 15 лет.

## Семья
Женился в ноябре 2003. В мае 2004 в Запорожье родился сын Никита, есть второй сын Филипп 2007, а так же в январе 2012-го родился третий сын Милан.